# Melanconium atrum
Melanconium atrum är en svampart som beskrevs av Link 1809. Melanconium atrum ingår i släktet Melanconium och familjen Melanconidaceae.   Inga underarter finns listade i Catalogue of Life.